# بيرتل روس
بيرتل روس (بالسويدية: Bertil Roos)‏ هو سائق سباق ومهندس سويدي، ولد في 12 أكتوبر 1943 في غوتنبرغ في السويد، وتوفي في 31 مارس 2016 في إيست سترودسبورغ في الولايات المتحدة.